# Tamarixia tremblayi
Tamarixia tremblayi är en stekelart som först beskrevs av Domenichini 1965.  Tamarixia tremblayi ingår i släktet Tamarixia och familjen finglanssteklar. Arten är reproducerande i Sverige. Inga underarter finns listade i Catalogue of Life.